# Evi Goffin

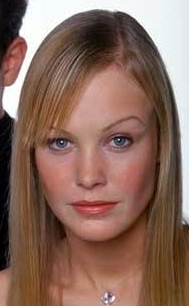
Evi Goffin (2001)

Evi Goffin (* 27. Februar 1981 in Antwerpen) ist eine belgische Sängerin. Ihre Singstimme ähnelt der von Kim Wilde. Bekannt wurde sie durch die kommerziell sehr erfolgreiche Vocal-Trance-Formation Lasgo, deren Frontfrau sie bis Anfang 2008 war.

## Geschichte

### Medusa 1998–2000
Im Alter von 17 Jahren erhielt Evi ihren ersten Plattenvertrag. Unter dem Pseudonym Medusa war sie als Gastsängerin für Fiocco und 2 Fabiola tätig. Die Single Miss You mit Fiocco war in Belgien Anfang des Jahres 1999 sehr erfolgreich und erreichte Platz 14 der flämischen Charts.
Im Februar 1999 nahm Goffin am belgischen Vorentscheid zum Eurovision Song Contest 1999 teil. Dank einer Wildcard durfte sie gleich im belgischen Finale antreten. Mit ihrem Solosong Into My Life scheiterte sie jedoch kläglich und belegte den letzten Platz.
Auf den TMF Awards im Oktober 1999 wurde Evi als neue Sängerin des Dance-Projekts 2 Fabiola vorgestellt. Der Song New Years Day, eine Coverversion des gleichnamigen Songs von U2, erreichte im November 1999 Platz 12 der flämischen Charts. Die zweite Single Summer In Space von 2 Fabiola mit ihr als Vokalistin erschien im April 2000, konnte jedoch mit Platz 28 in den Charts nicht an den Erfolg der ersten Single anknüpfen. Im Herbst 2000 löste sich 2 Fabiola auf, da Pat Krimson, der Produzent des Projekts, mit seiner Lebensgefährtin nach Ibiza umzog.

### Lasgo 2001–2008
Der internationale Durchbruch gelang Goffin mit Lasgo. Die Debütsingle Something stürmte 2001 weltweit die Charts. Auch das Debütalbum Some Things und die daraus ausgekoppelten Singles waren sehr erfolgreich. Das zweite Album Far Away aus dem Jahr 2005 und die dazugehörigen Singles waren nur in Goffins Heimatland Belgien ein Erfolg.
Nach der Geburt ihres ersten Kindes blieben neue Lasgo-Veröffentlichungen aus. Als es dann nach Juni 2006 auch keine Auftritte von Lasgo gab, kamen bald Gerüchte auf, dass Evi nicht mehr als Sängerin zur Verfügung stünde. Bestärkt wurden die Gerüchte Anfang Dezember 2007 durch die Meldung einer belgischen Zeitung, wonach Evi erwäge Lasgo zu verlassen und ihre Entscheidung bis Februar 2008 bekannt geben würde. Ende Mai 2008 war klar, dass Evi Lasgo verlassen hatte, da für das Projekt Lasgo eine neue Sängerin gesucht wurde.
Als offizielle Begründung für die Auszeit bzw. den Austritt wurde angegeben, dass Goffin sich mehr um ihre Familie kümmern wolle. Über die wahren Gründe äußerte sie sich erst im Oktober 2008, da es ihr vertraglich verboten war, vorher darüber zu sprechen. Sie habe nie vorgehabt, Lasgo zu verlassen. Es wäre zu Konflikten mit ihrem Management unter anderem über ihre Bezahlung gekommen. Außerdem war es ihr untersagt, außerhalb von Lasgo musikalisch aktiv zu werden, eine Solokarriere war ihr nicht erlaubt.

### Ab 2009
Direkt nach dem Auslaufen des Vertrages mit Lasgo Ende September 2008 gab Goffin bekannt, dass sie bereits mit der Aufnahme einer neuen Single beschäftigt sei. Ihre privaten musikalischen Ambitionen schlugen sich Ende des Jahres 2008 nieder: Zusammen mit Gerd Hofman gründete sie die Pop-Rock-Band „Sad Suzy“.
Ende Dezember 2009 wurde die in Zusammenarbeit mit dem schwedischen DJ und Produzenten Alex Sayz entstandene Single Hate to Love erstmals der Öffentlichkeit vorgestellt und am 19. Januar 2010 in den USA veröffentlicht. Im Billboard Hot Dance Airplay Chart erreichte die Single Platz 6.
Evi Goffin war ab Mai 2009 als Moderatorin (VJ) beim belgischen Fernsehsender GUNKtv tätig und präsentierte dort die Sendung Wango Tango. Im Januar 2011 wechselte sie wie viele andere GUNKtv-Moderatoren vor ihr zum Online-Fernsehsender GameNuts.
Im Frühjahr 2013 gründete Goffin zusammen mit Isabelle A und Anneke von Hooff die niederländischsprachige Schlagergruppe „De Grietjes“. Aufgrund der Geburt ihres dritten Kindes verließ sie die Gruppe Mitte des darauf folgenden Jahres. Sie wurde durch Silvy de Bie ersetzt.
Ende 2014 meldete sich Goffin mit der Schlager-Single Kus me als Solokünstlerin zurück. Wie schon bei Lasgo arbeitete sie mit dem Produzenten David Vervoort zusammen. Weitere Singles wurden Mitte 2015 veröffentlicht: Herboren und Glad all Over.

### Privat
Anfang Februar 2005 wurde bekannt, dass Evi von ihrem Mann Tom ein Kind erwartet. Am 14. Juni 2005 wurde ihr Sohn Diesel geboren. Evi hat mit ihrem Mann zwei weitere Kinder: Bender und Jools Finnegan.

## Diskografie
Die mit Lasgo in den Jahren 2001 bis 2006 veröffentlichten Singles und Alben sind nicht aufgeführt.

### Singles
| Jahr | Titel                   | Chart-Position | Anmerkung |
| Jahr | Titel                   | BE             | Anmerkung |
| ---- | ----------------------- | -------------- | --- |
| 1999 | Miss You                | 14             | als Medusa mit Fiocco. Erstveröffentlichung: 12. Februar 1999                                                |
| 1999 | New Years Day           | 12             | als Medusa mit 2 Fabiola. Coverversion – im Original von U2 (1983). Erstveröffentlichung: 20. Oktober 1999   |
| 2000 | Summer In Space         | 28             | als Medusa mit 2 Fabiola. Erstveröffentlichung: 20. April 2000                                               |
| 2001 | Turn You On             | –              | als Evy. Erstveröffentlichung: 2001                                                                          |
| 2010 | Hate to Love            | –              | als Evi mit Alex Sayz. Erstveröffentlichung: 19. Januar 2010                                                 |
| 2014 | Sprong in het maanlicht | –              | als Teil von De Grietjes. Erstveröffentlichung: 15. März 2014                                                |
| 2014 | Kus me                  | –              | Erstveröffentlichung: 17. Dezember 2014                                                                      |
| 2015 | Herboren                | –              | Erstveröffentlichung: 22. Juni 2015. Coverversion – im Original Glad All Over von The Dave Clark Five (1964) |
| 2015 | Glad All Over           | –              | Erstveröffentlichung: 22. Juni 2015. Coverversion – im Original von The Dave Clark Five (1964)               |